# آلفردو دل آگیلا
آلفردو دل آگیلا (اسپانیایی: Alfredo del Águila‎; ۳ ژانویهٔ ۱۹۳۵ – ۲۶ ژوئیه ۲۰۱۸ (aged 83)) بازیکن فوتبال اهل مکزیک بود.
از باشگاه‌هایی که در آن بازی کرده‌است می‌توان به باشگاه فوتبال دپورتیوو تولوکا و باشگاه فوتبال آمریکا اشاره کرد.
وی همچنین در تیم ملی فوتبال مکزیک بازی کرده‌است.